# Condylactis
Condylactis Duchassaing & Michelotti, 1864 è un genere di celenterati antozoi della famiglia Actiniidae.

## Tassonomia
Comprende le seguenti specie:
- Condylactis aurantiaca (Delle Chiaje, 1825)
- Condylactis gigantea (Weinland, 1860)
- Condylactis kerguelensis (Studer, 1879)
- Condylactis parvicornis (Kwietniewski, 1898)